# Liron Cohen
Liron Cohen (ur. 5 sierpnia 1982 w Jerozolimie) – izraelska koszykarka, reprezentantka tego kraju, była koszykarka Wisły Kraków.

## Reprezentacja
W reprezentacji Izraela wystąpiła trzykrotnie ma mistrzostwach Europy (2003, 2007, 2009), ale bez sukcesów.

## Kluby
- Maccabi Ra'anana (Izrael) 2000-01,
- Elitzur Ralma (Izrael) 2001-2004,
- Ptolemaida (Grecja) 2004-05,
- Anda Ramat Hasharon (Izrael) 2005-07,
- Baloncento San Jose Leon (Hiszpania) 2007-08,
- Maxima Broker Koszyce (Słowacja) 2008-09,
- Besiktas Stambuł (Turcja) 2009,
- Wisla Can-Pack Kraków (Polska), 2009-10,
- Famila-Beretta Schio (Włochy), 2010-11,
- Goldbet Cras Taranto (Włochy), 2011-12

## Wisła Kraków
Początkowo prowadziła negocjacje z klubem Lotos Gdynia i wydawało się, że wzmocni ten klub. Ostatecznie zdecydowała się na grę w Wiśle Kraków. Do Krakowa przyleciała 7 września 2009 roku, dzień później odbyła pierwszy trening z nowym zespołem.
Była kluczową zawodniczką swojej drużyny w rozgrywkach Euroligi. 30 października 2009 poprowadziła do zwycięstwa krakowski zespół  w meczu z Halcon Avenida Salamanca, zdobywając 21 punktów. 3 marca 2010 była jedną z bohaterek meczu z Frisko Sica Brno, dzięki któremu Wisła awansowała do Final Four Euroligi.

## Osiągnięcia
Indywidualne
- Uczestniczka meczu gwiazd Euroligi (2011)[1]
- Liderka sezonu regularnego PLKK w asystach (2010)